# ای‌تی‌آر ۴۲
ای‌تی‌آر ۴۲ (به انگلیسی: ATR 42) هواپیما دو موتوره توربوپراپ کوتاه برد منطقه‌ای است که توسط شرکت هواپیماسازی فرانسوی-ایتالیایی ای‌تی‌آر تولید می‌شود. عدد ۴۲ در نام این هواپیما نشانگر تعداد ظرفیت سرنشینهای این هواپیما در حالت استفاده مسافربری، که بین ۴۰ تا ۵۲ نفر متغیر است.
دارای دو موتور توربوپراپ پرات اند ویتنی برد2000  کیلومتر سرعت اقتصادی500 کیلومترسرعت کروز530
کیلومتر سقف پروازی25000
فوت (7620متر>